# Luigi Crocco
Luigi Crocco (Palermo, 2 febbraio 1909 – Roma, 19 novembre 1986) è stato un ingegnere aerospaziale italiano; figlio del matematico e generale Gaetano Arturo, del quale fu anche collaboratore, Luigi Crocco fu uno dei maggiori studiosi mondiali nel campo dell'aerodinamica teorica e della propulsione a razzo.

## Biografia scientifica
È nota la sua teoria sulla instabilità della combustione nella propulsione dei razzi. Diede importanti contributi all'aerodinamica teorica, alla gasdinamica, e allo studio della turbolenza, allora ai primi significativi passi, con il raggiungimento di «notevoli risultati sulle proprietà dello strato limite, sulla vorticità dei gas, ecc.», tra cui il famoso teorema che reca il suo nome.
Fu professore prima a Roma, dove tenne l'insegnamento "Motori per aeromobili" e poi all'Università di Princeton dove insegnò propulsione aerospaziale e volo spaziale per più di 20 anni, acquisendo la cittadinanza statunitense, e divenendo direttore del Guggenheim Jet Propulsion Center. 
Per motivi familiari dovette tornare in Europa alla fine degli anni '60, dove insegnò a Parigi presso la Faculté des sciences e l'École centrale.
Svolse attività di consulenza per il governo francese sull'utilizzo del nitrometano, e di aziende statunitensi nel campo della propulsione a razzo: collaborò con la NASA  per la realizzazione dell'endoreattore F-1, il propulsore del Saturn V del Programma Apollo che portò l'uomo sulla Luna.